# Судієнко Йосип Степанович
Судієнко Йосип Степанович (1750, Новгород-Сіверський — 8 грудня 1811) — політичний діяч 18 століття, меценат.

## Життєпис
Народився у Новгород-Сіверському 1750 року. Йосип Судієнко здобув домашню освіту, згодом був записаний до лейб-гвардії Семенівського полку. Однак чи перебував він на службі — невідомо.
Орієнтовно із рубежу 1770-80-х років переїхав у Санкт-Петербург. 1784 року став першим очільником Поштового управління Російської імперії. Керував усіма справами свого свояка та приятеля Олександра Безбородька.
1790 року Йосип Степанович став дійсним статським радником. 1796 р., у день коронації імператора Павла І, отримав чин таємного радника та село у Конотопському повіті із 600 кріпосними.
Був визначним благодійником. Утримував ряд шкіл на Чернігівщині та Полтавщині, пожертвувавши разом понад 40 тис. рублів. Офірував 100 тисяч рублів на будівництво храму та пам'ятника на полі Полтавської битви. За пожертви 1 серпня 1811 року Олександр І надіслав йому рескрипт з особистою подякою.
Мав позашлюбного сина від кріпачки, Михайла Судієнка, якого всиновив, зберігши за ним усі дворянські права.

## Нагороди
- орден Анни І ступеня
- орден св. Станіслава ІІ ступеня з зіркою